# Catsuit

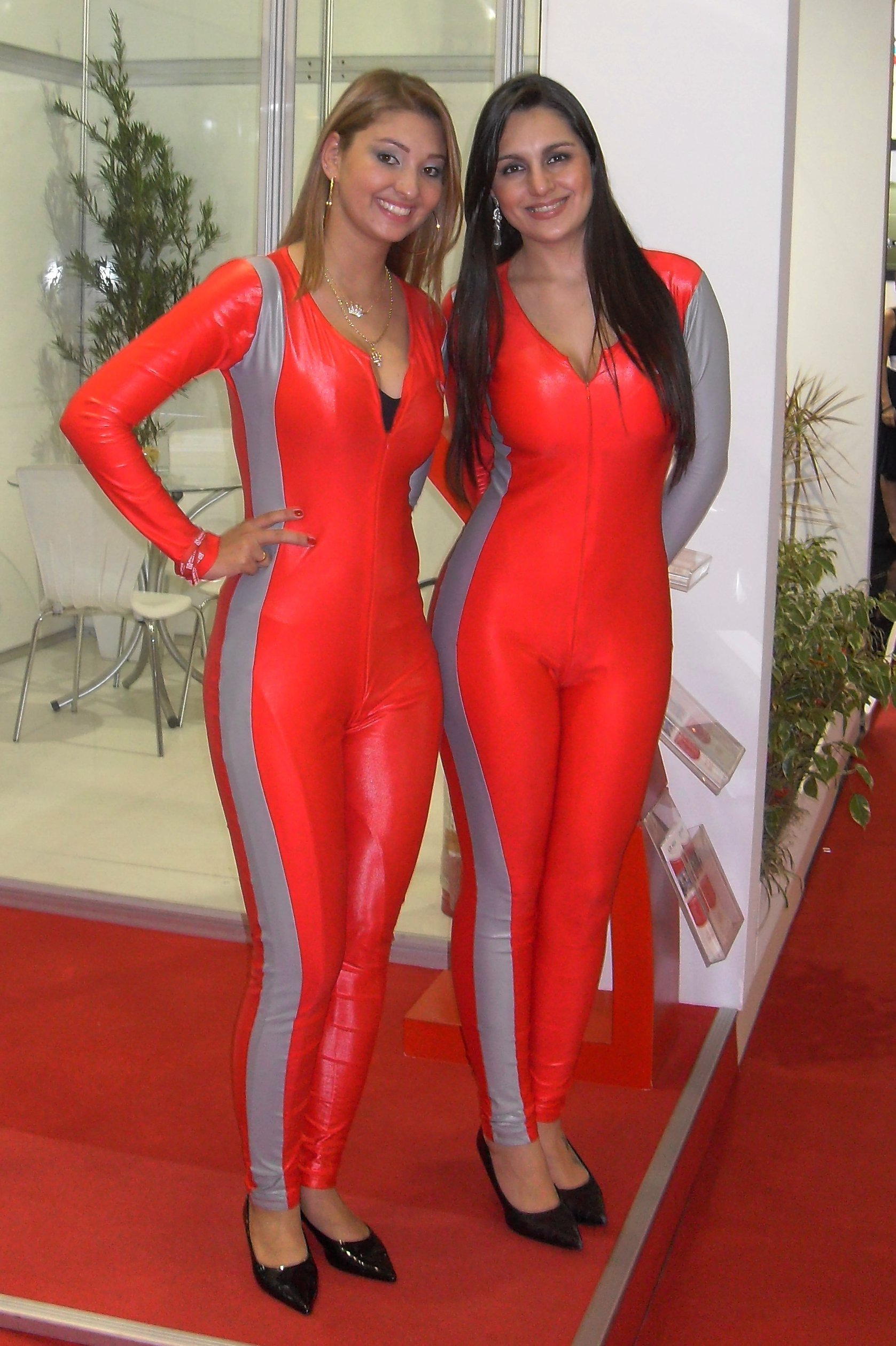
Promotiemodellen in catsuit

Een catsuit (Engels, vertaling: 'kattenpak') is een strak aaneensluitend kledingstuk van elastische stof zoals lycra of spandex maar ook wel van latex of leer, dat het hele lichaam, behalve het hoofd, de handen en de voeten, bedekt. Een catsuit sluit doorgaans met een rits aan de voor- of achterkant. Catsuits worden minder vaak als dagelijkse kleding gedragen maar eerder in speciale situaties, zoals door popartiesten bij optredens, door acteurs in films of door acrobaten. Ook worden catsuits gedragen bij gelegenheden als feesten, carnaval of cos-play. Speciale versies van catsuits worden door sporters gedragen.

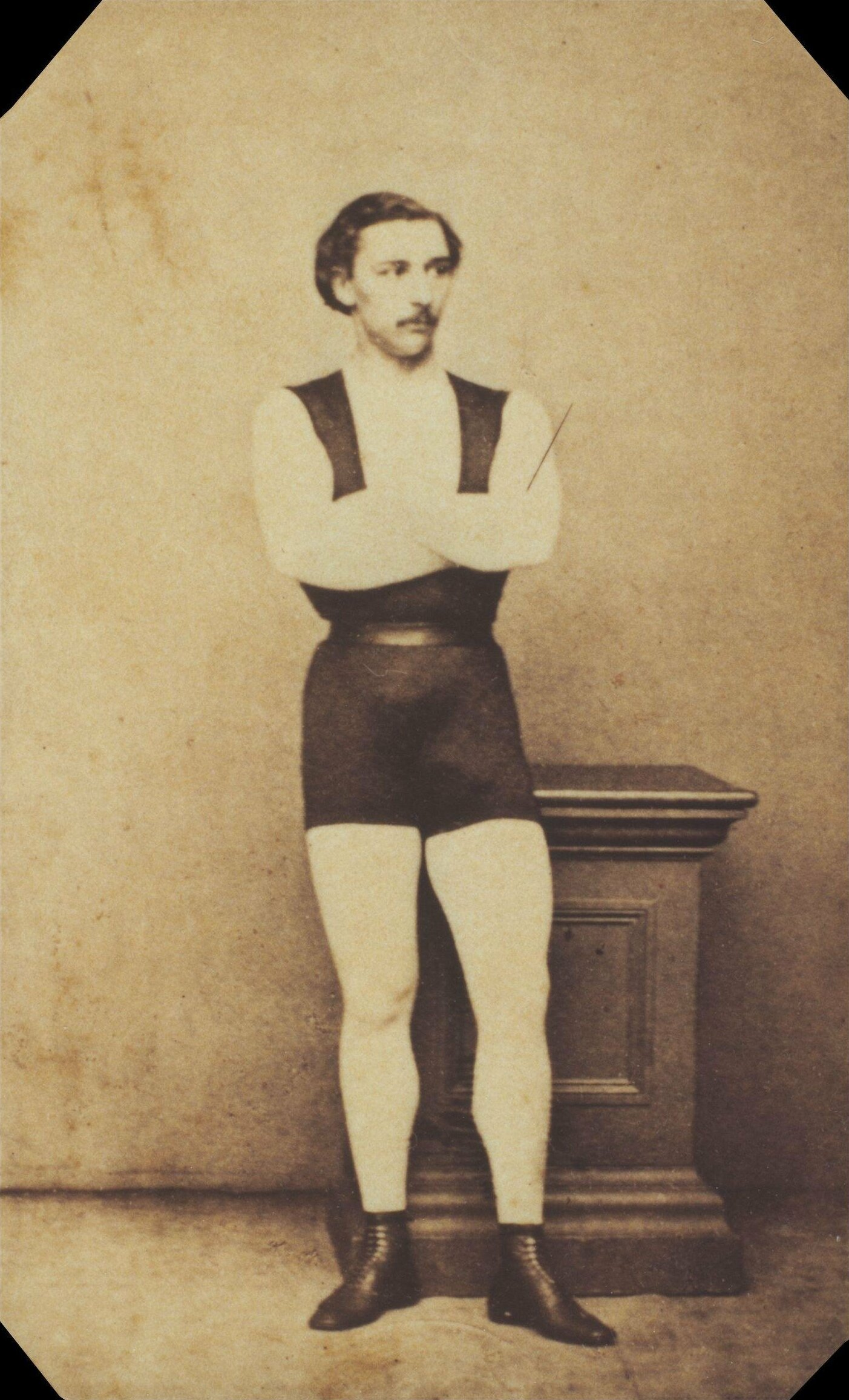
Jules Léotard, voor 1870

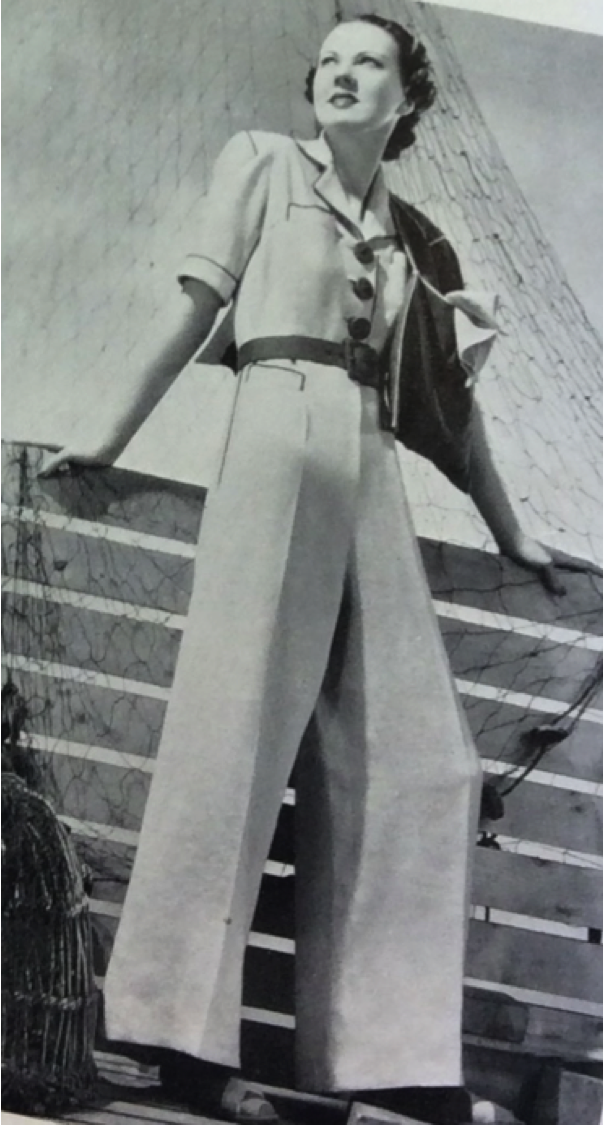
Jumpsuit als strandkleding, 1935, modemerk Vera Borea

De benaming catsuit wordt meestal gebruikt wanneer een vrouw een dergelijk pak draagt. Als een man een catsuit draagt wordt eerder gesproken van een bodysuit. Deze term wordt echter ook gebruikt voor een ander kledingstuk dat door vrouwen meestal als lingerie wordt gedragen.
De term catsuit wordt in het Engelse taalgebied voor het eerst in 1960 gebruikt voor een strak aansluitend eendelig pak met lange benen. In Nederland worden de termen catsuit, jumpsuit en bodysuit door elkaar gebruikt.

## Geschiedenis

### Aanloop
In de 19e eeuw ontwierp de Franse acrobaat Jules Léotard een eendelig pak om soepel in te kunnen bewegen tijdens zijn optredens als trapezewerker. Op dit pak werden vervolgend verschillende gym/turnpakken gebaseerd.
In 1915 was in de Franse film Les Vampires voor het eerst een vrouw in catsuit te zien (nog zonder dat dat zo genoemd werd). De voormalige acrobate Musidora speelde de rol van gangster Irma Vep.
In de jaren 30 van de 20ste eeuw begon modeontwerpster Elsa Schiaparelli met het ontwerpen van jumpsuits voor vrouwen (gebaseerd op de 'echte' jumpsuits die door parachutespringers werd gedragen) gevolgd door ontwerpen van Vera Maxwell in de jaren 40. Deze eendelige pakken waren nog niet zo strak aansluitend als de catsuit.
In de jaren 50 van de 20ste eeuw werd in de Verenigde Staten de bodysuit (het strak aansluitende model zonder benen dat gebaseerd was op de turnpakjes uit de jaren 40) geïntroduceerd door modeontwerper Claire McCardell. Het pak werd gepromoot als een praktisch kledingstuk en werd gedragen als een bovenstuk bij een rok. Bettie Page was een bekende drager van bodysuits in de jaren 50, en de bodysuit werd een kenmerk van de Playboy Bunnies in de jaren 60.

### Doorbraak
Echte, strak aansluitende catsuits zijn vanaf 1961 op tv te zien in de Engelse serie De Wrekers, gedragen door Diana Rigg (in de rol van Emma Peel) en worden daarna veelvuldig gekopieerd. In 1964 presenteert ontwerper André Courrèges een gebreide catsuit in zijn Spage Age-collectie. In 1966 draagt in de televisieserie Batman Catwoman voor het eerst een echte catsuit.
Eind jaren 60 en de jaren 70 waren de topjaren voor de catsuit. Er waren sportieve versies voor overdag en elegante versies voor 's avonds, ontworpen door onder andere Óscar de la Renta, Christian Dior en Yves Saint Laurent. De catsuit uit de jaren 70 was uniseks, en geliefd bij mannen en vrouwen. Popsterren Cher, Elvis Presley, David Bowie en de popgroep ABBA traden er in op.
Doordat in de jaren hierna de aandacht in de mode verschuift van synthetische stoffen naar meer natuurlijke materialen, wordt het vaak plastic aandoende uiterlijk van catsuits minder populair en verdwijnt de catsuit uit het alledaagse modebeeld. De wijder vallende jumpsuit en de bodysuit als bovenkleding blijven wel terugkerende modefenomenen.

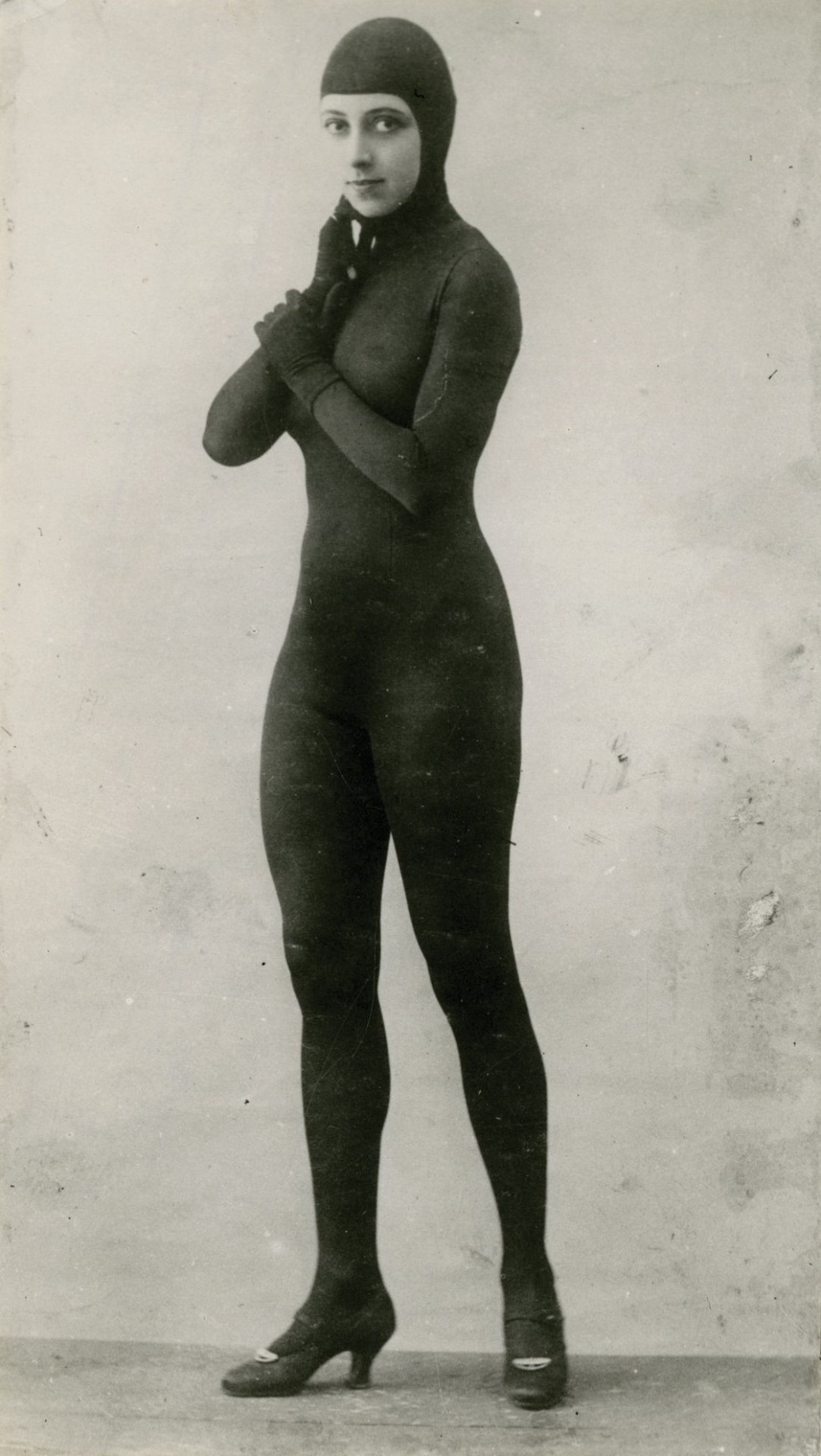
Musidora als Irma Vep in Les Vampiers, 1915
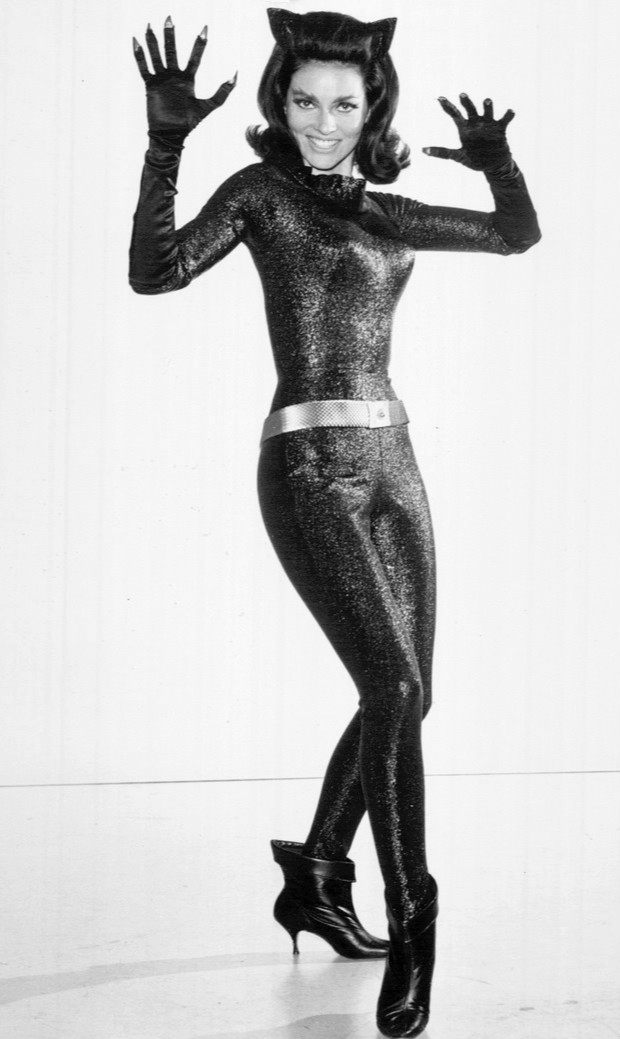
Catwoman in de serie Batman, 1966
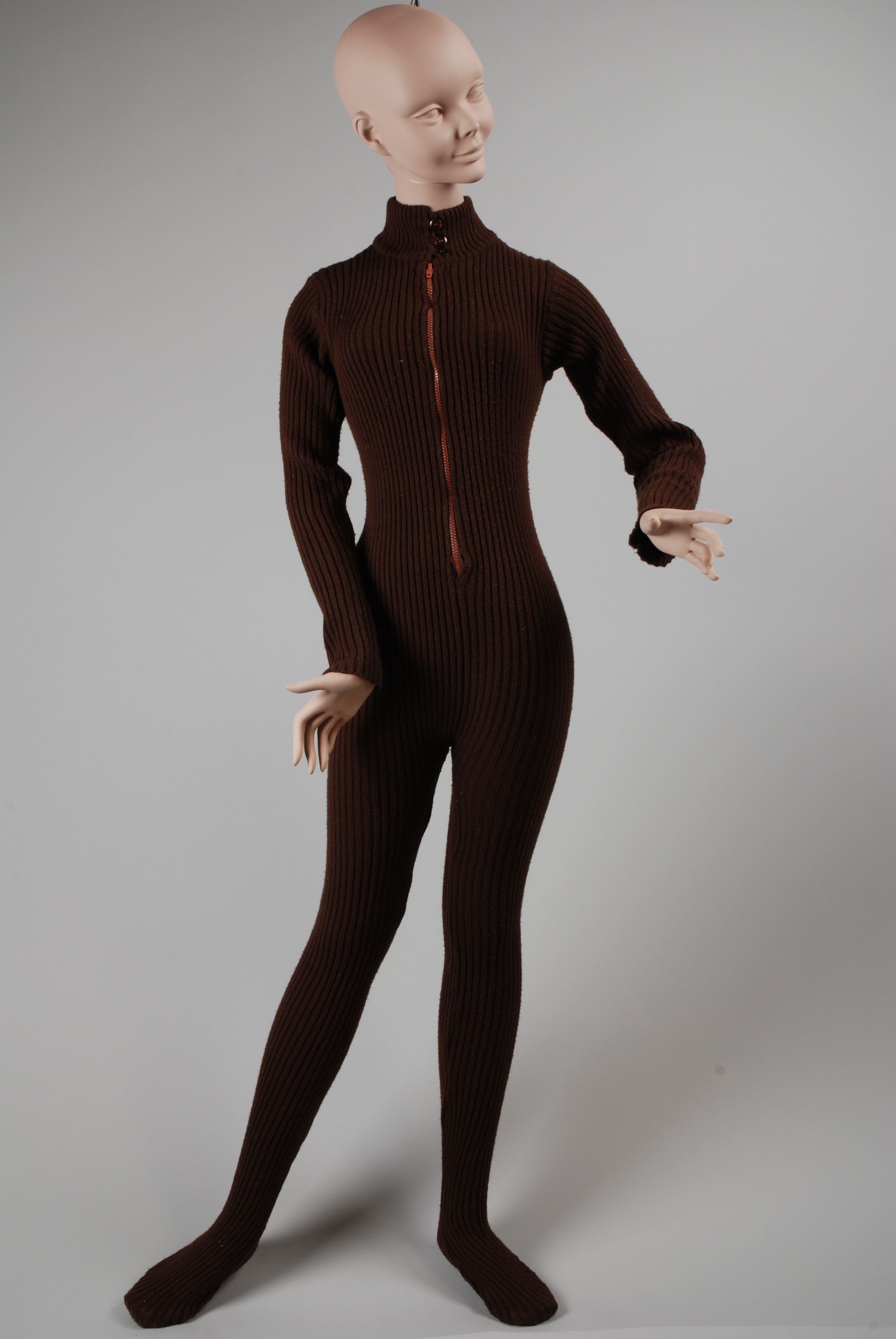
Gebreide catsuit van de modeketen Witteveen, 1970
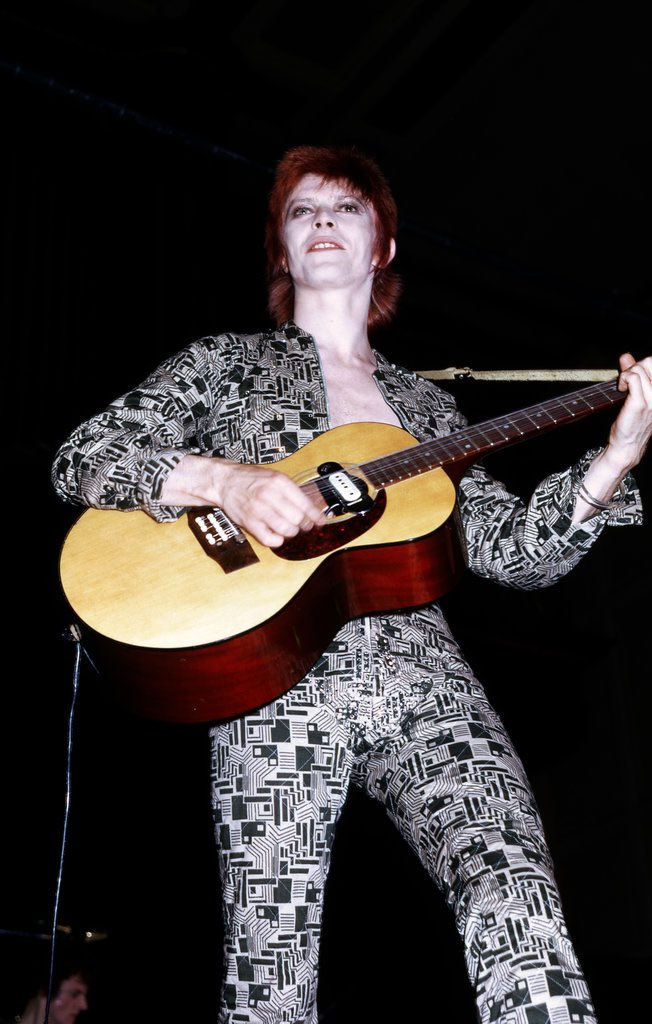
David Bowie in catsuit, 1972
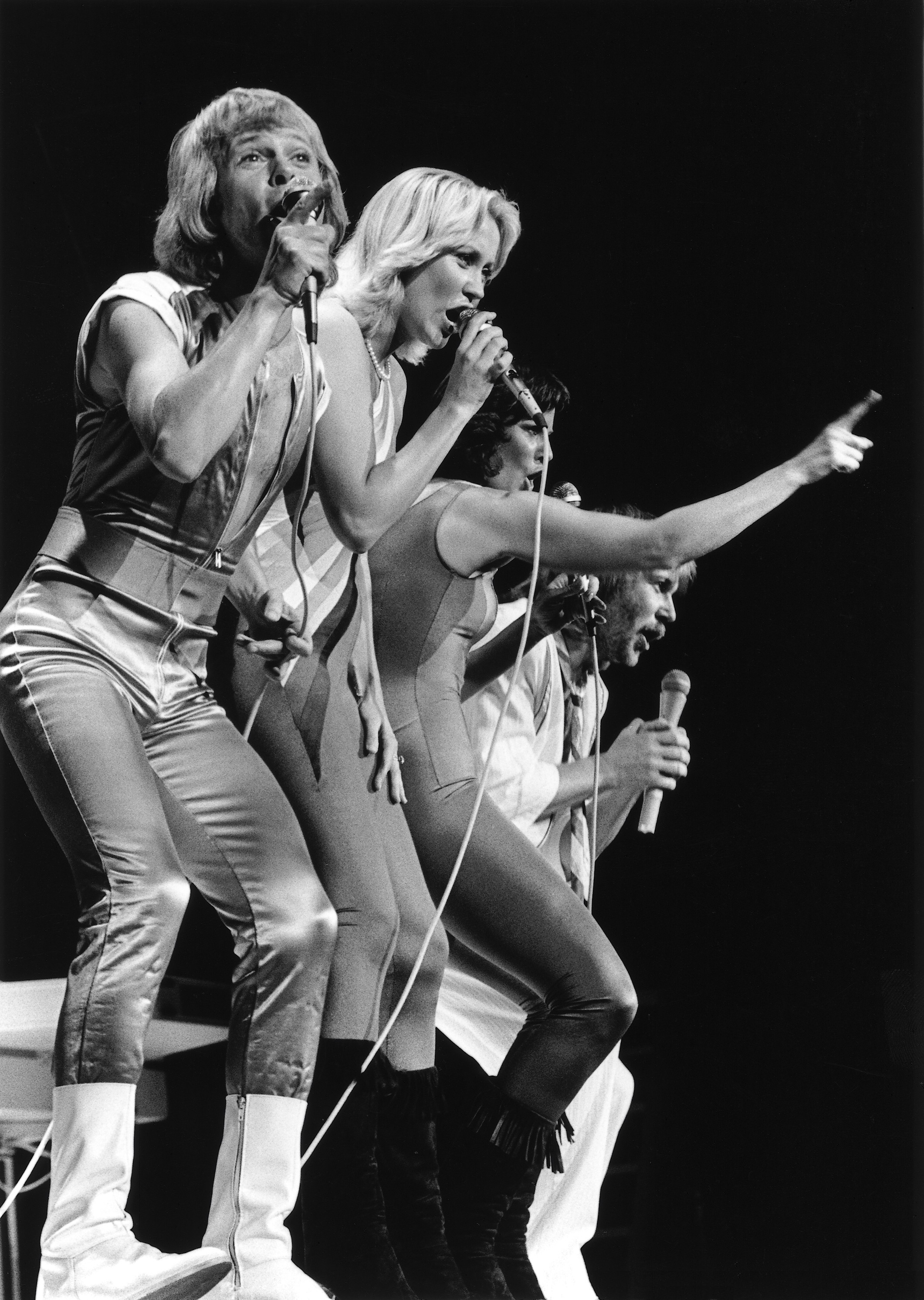
ABBA in mouwloze catsuits, 1979

## Varianten

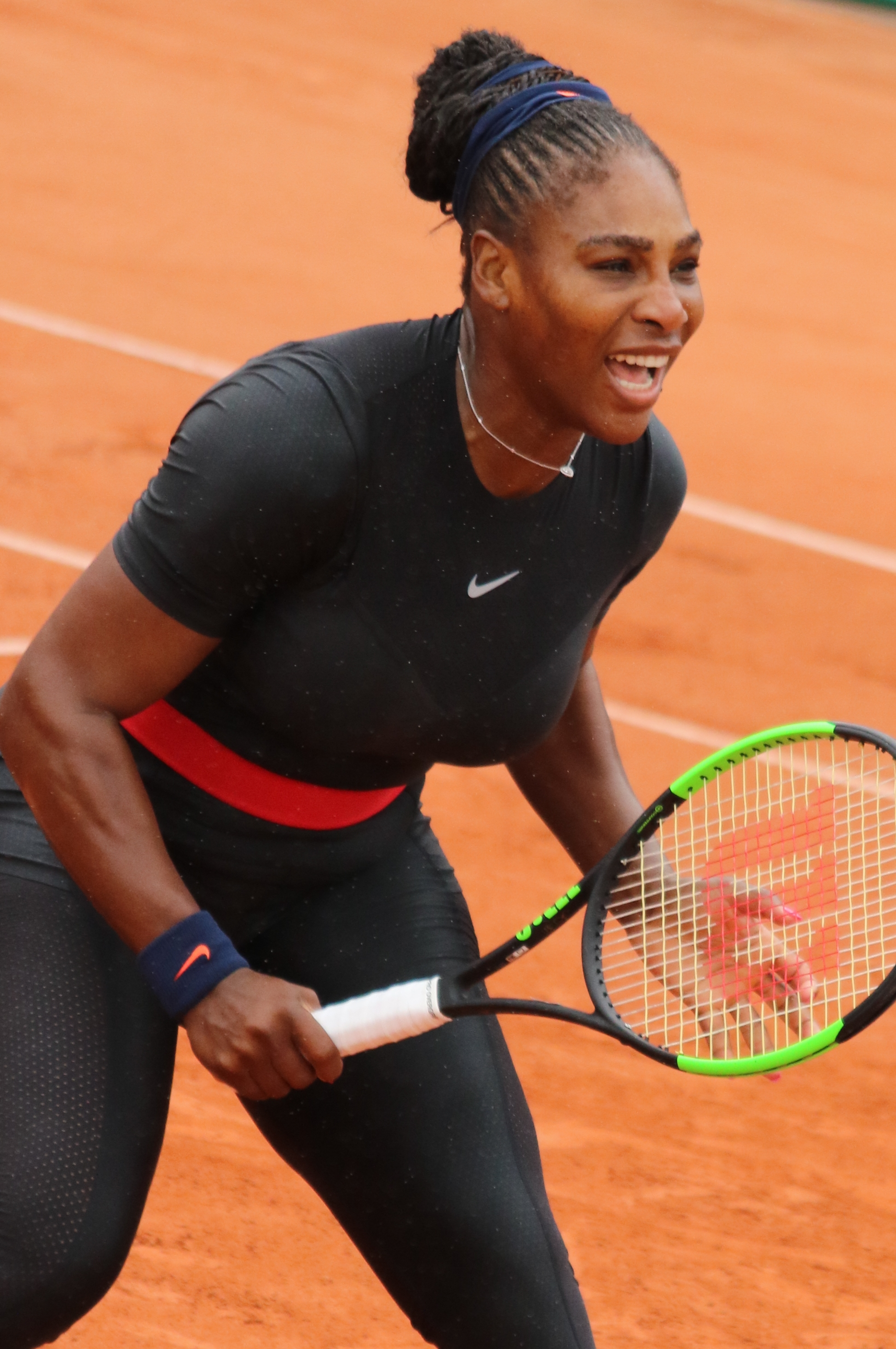
Serena Williams in catsuit van Nike, 2018

### Alledaagse kleding
- Jumpsuit: wijdervallend kledingstuk uit een stuk, meestal gedragen door vrouwen, gebaseerd op de jumpsuit van parachutespringers en de overall, met een rits aan de voor- of zijkant.
- Bodysuit, bodystocking, of body: catsuit zonder mouwen en benen, vaak met toepassing van kant, meestal als lingerie gedragen. Een bodysuit heeft een sluiting, meestal van knopen, in het kruis.
- Ondergoed: motorrijders kunnen warme catsuits als ondergoed dragen onder hun leren motorpak. Ook skiërs en andere alpine buitensporters maken hier gebruik van.
- Rompertje: voor baby's bestaan er eendelige pyjama's of kruippakjes, zonder of met benen die ook de voeten bedekken.

### Sportkleding

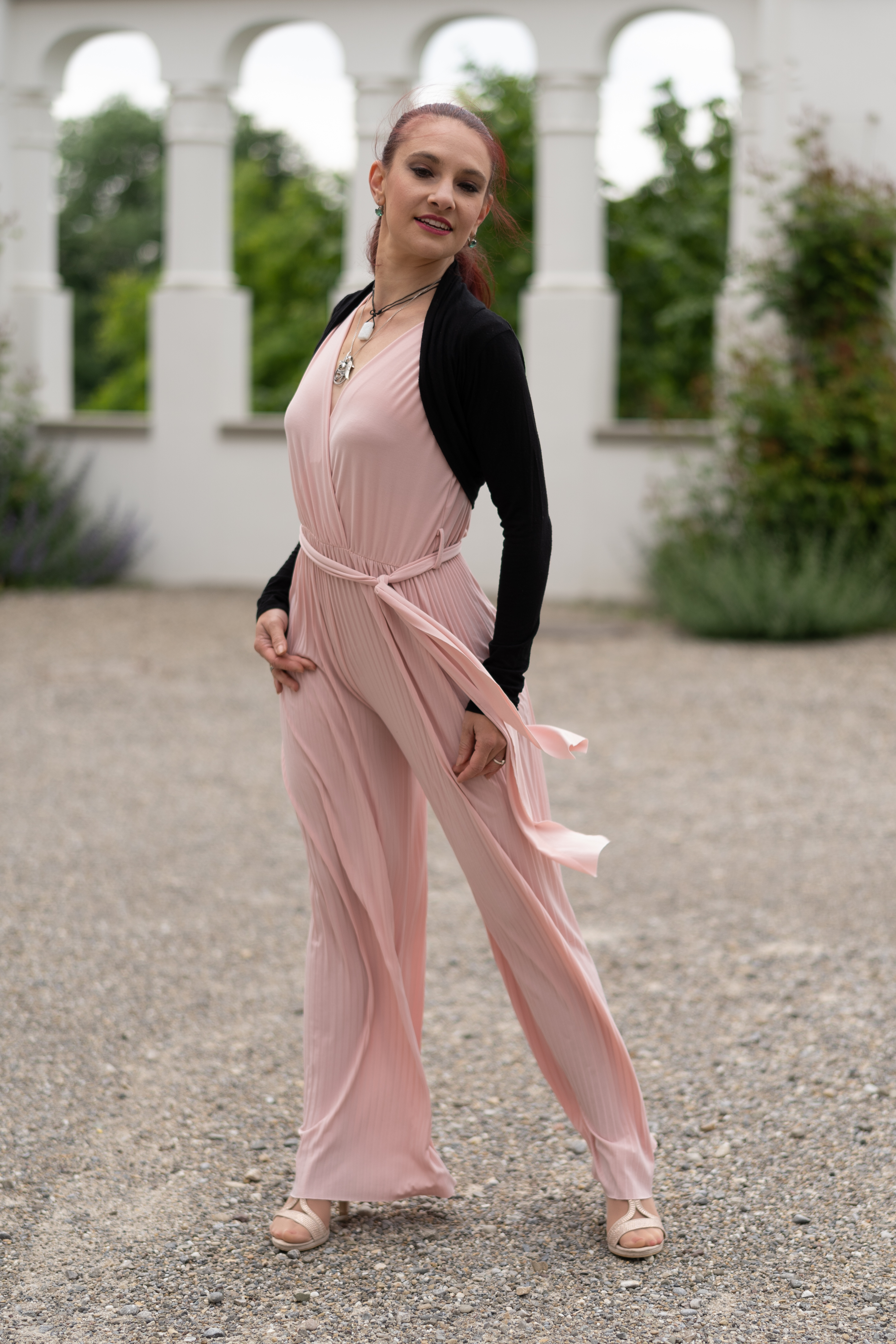
Jumpsuit als broekpak
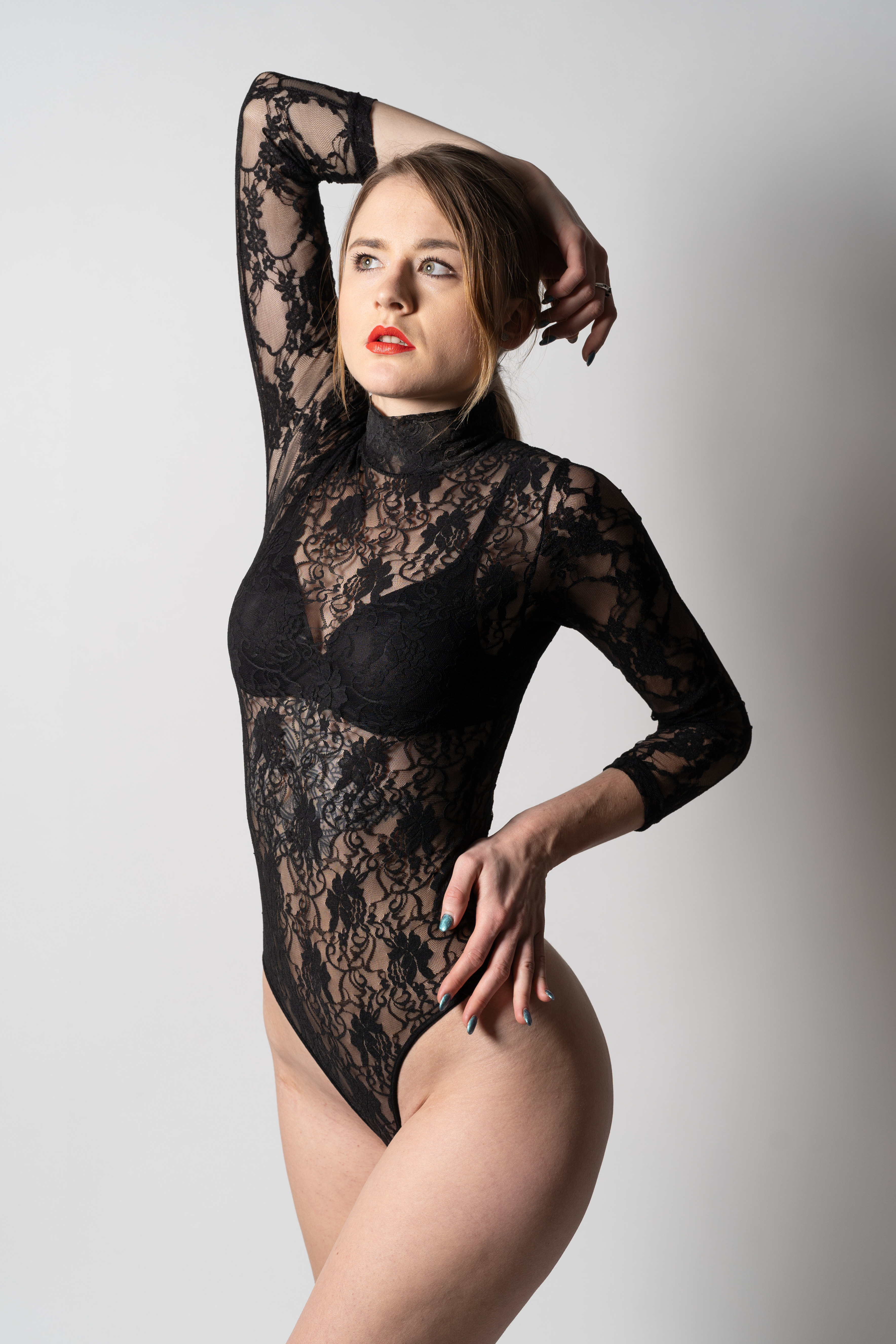
Bodysuit van kant
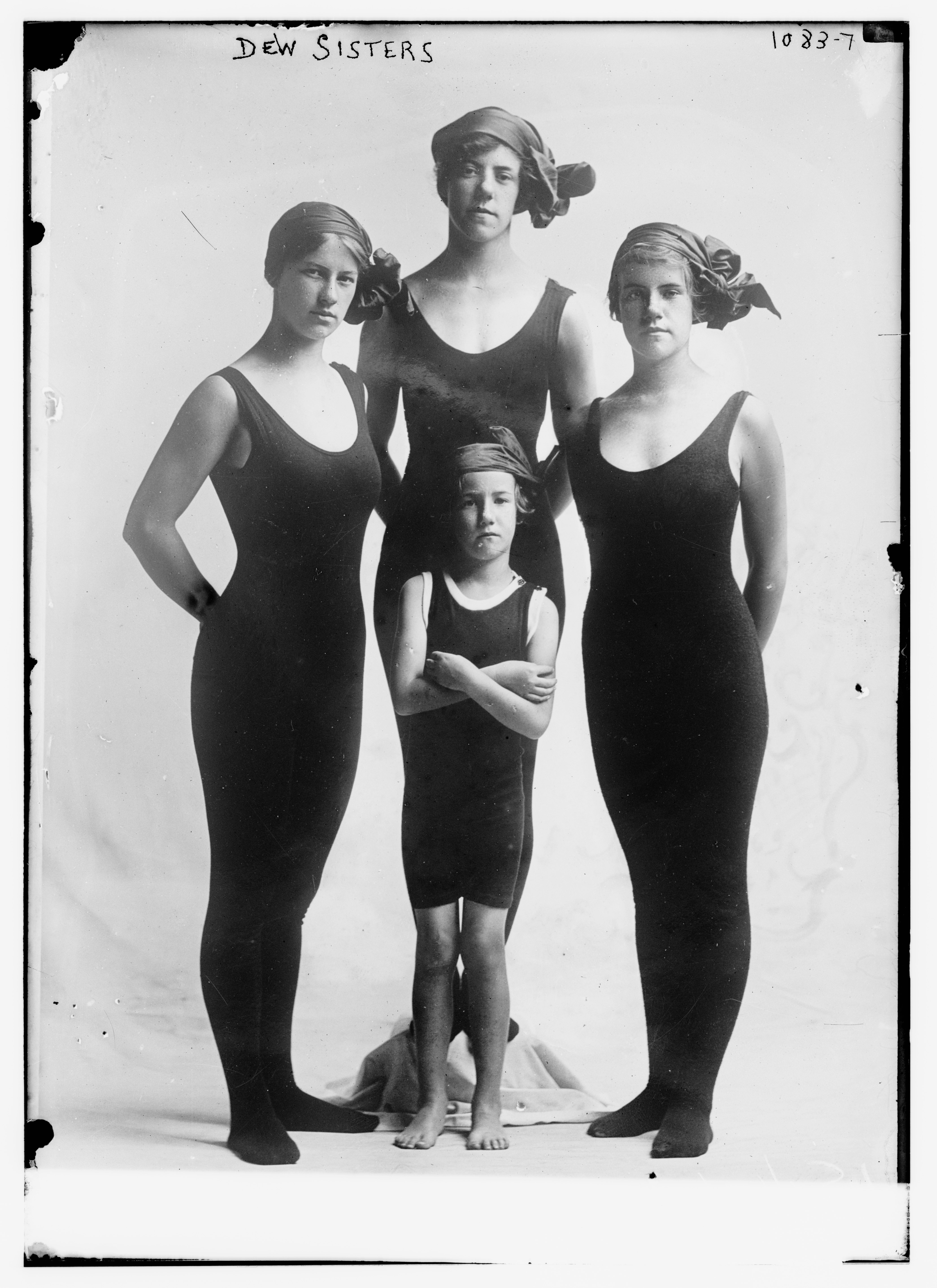
Acrobates in unitard, rond 1900
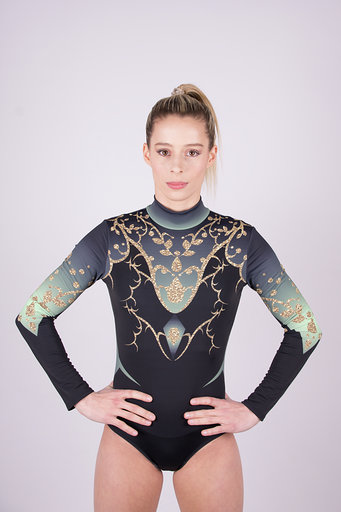
Turnpak of gympak (ook wel leotard): catsuit zonder benen, met lange of korte mouwen of spaghettibandjes.
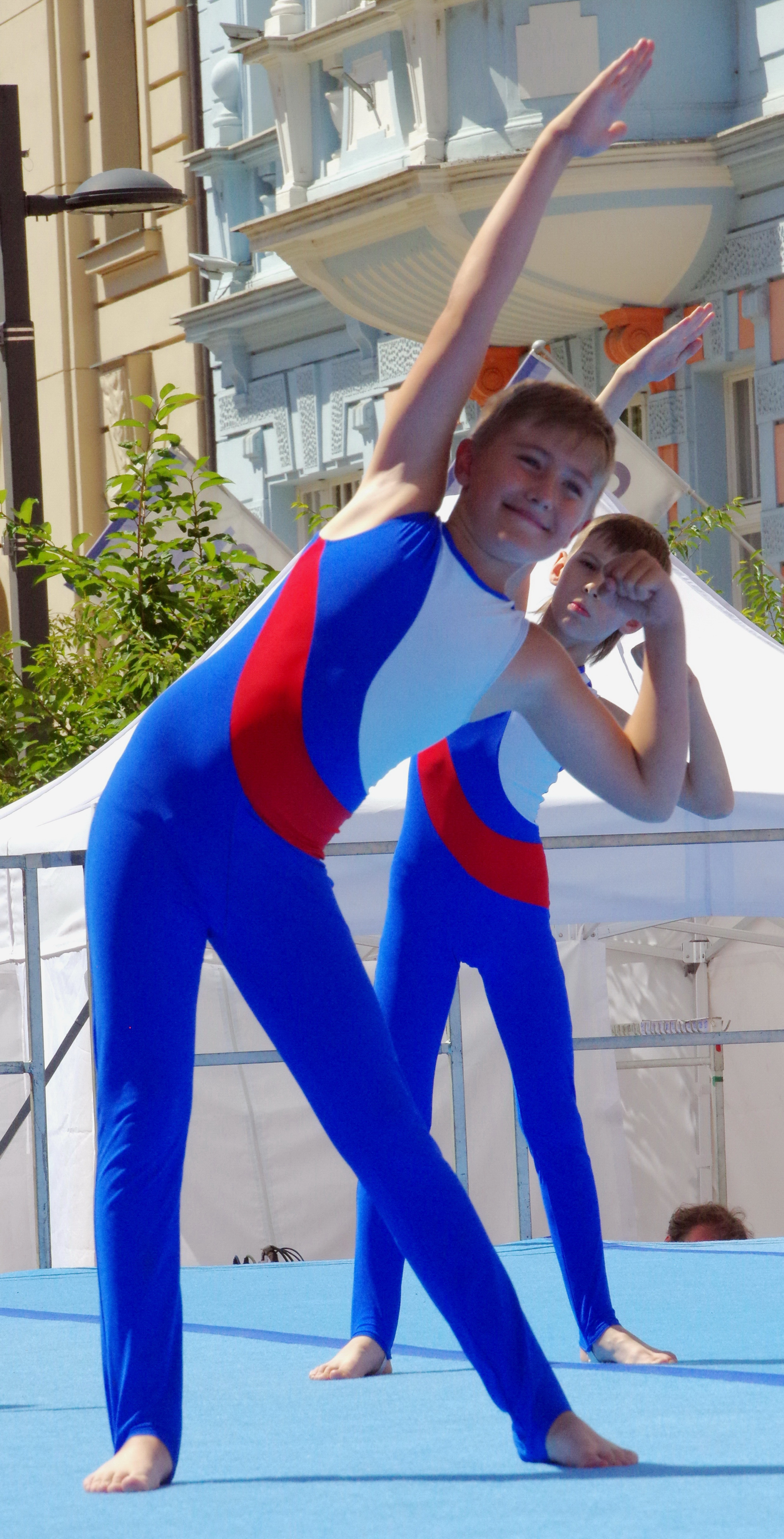
Unitard: catsuit bedoeld voor ballet (tijdens trainingen) en sporten (turnen, fietsen, schaatsen, thriatlon, Skiën) met halve of lange benen en lange of korte mouwen. De warmhoudfunctie van het kledingstuk is hierbij belangrijk, om spierkramp in armen en benen te voorkomen.
- Wetsuit: catsuit van neopreen, bedoeld om watersporters warm te houden.
- Schaatspak: een aerodynamische catsuit, bedoeld om de luchtwrijving zo laag mogelijk te houden.

## Artistiek gebruik

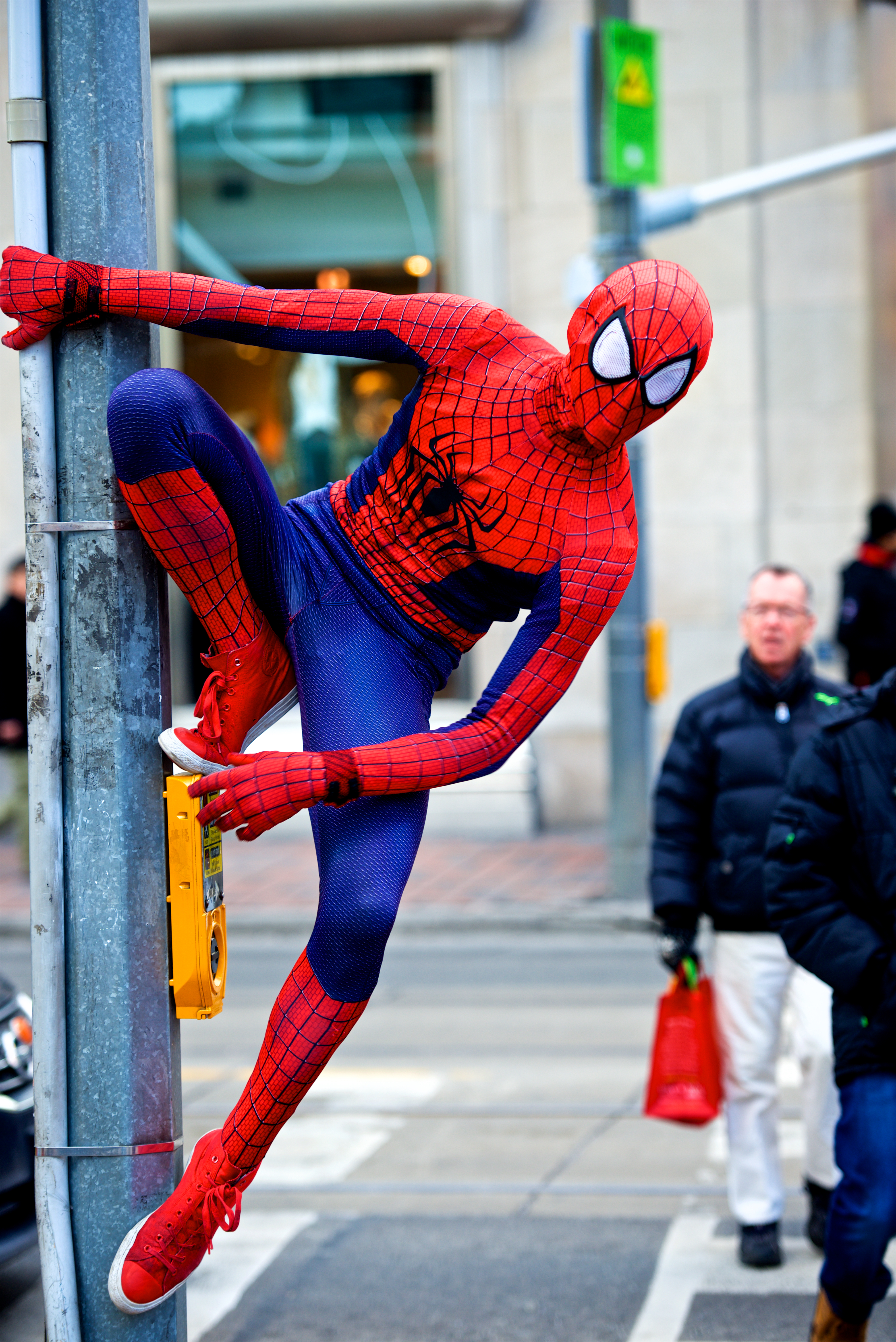
Spiderman in zentai

### Films
In sciencefiction en dystopische films en games wordt nogal eens voor catsuits gekozen als personages bovenmenselijke eigenschappen hebben (zoals kunnen vliegen, onzichtbaar worden, extreem sterk zijn) of extreem gevoelloos, wreed of machtig zijn. Met name als benadrukt moet worden dat vrouwen deze eigenschappen hebben wordt al snel gekozen voor een catsuit als kostuum. Ook worden catsuits in films ingezet om vrouwen te seksualiseren.
Bekende films waarin catsuits worden gedragen:
- Barbarella (1968): Jane Fonda
- The Avengers (1998): Uma Thurman
- The Matrix: Carrie-Ann Moss
- Lara Croft (Tombraider): Angelina Jolie
- Underworld: Kate Beckinsale
- Batmanfilms: de rollen van Batman, Batgirl, Catwoman, The Riddler
- Marvel superheldenfilms: de rollen van Captain America, Spiderman en Black Panther

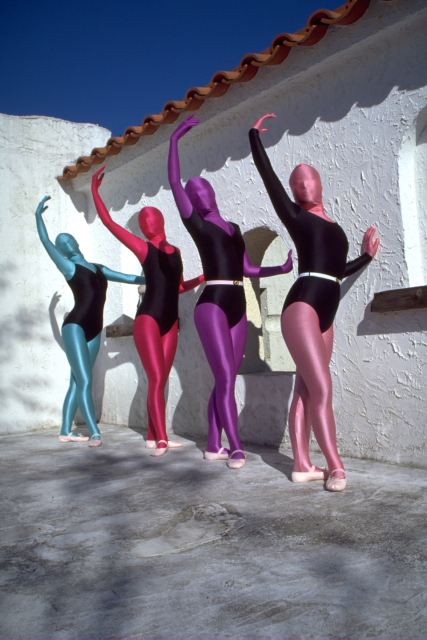
Vier dansers in een kleurige zentai met daarover een zwart balletpak

Een huidkleurige catsuit kan worden gedragen als iemand naakt moet zijn, terwijl dat in de film niet geoorloofd is, of als de acteur niet werkelijk naakt wil zijn. In veel televisieprogramma's is het geen bezwaar als de kijker ziet dat er een catsuit wordt gedragen - het kan zelfs een humoristisch effect geven

### Overig
Een speciale versie van de catsuit is de zentai (Japans) of morphsuit / morphpak, een catsuit die ook het hoofd (inclusief het gezicht), de handen en de voeten bedekt en gemaakt is van stof waardoor je kunt ademen. Deze pakken kunnen bedrukt zijn met afbeeldingen om te dragen tijdens een feest, bijvoorbeeld de afbeelding van een geraamte tijdens een viering van de Dag van de Doden. Het pak wordt ook ingezet in bijvoorbeeld videoclips, dans en acrobatiek om speciale effecten te verkrijgen. Verder wordt het pak gebruikt om bij filmopnames iemand onzichtbaar te maken met gebruikmaking van de chromakey-techniek. Tevens dragen de deelnemers aan The Masked Singer een dergelijk pak als ze naar de studio gaan zodat ze ook zonder kostuum onherkenbaar blijven tot aan de opnames.